# Bill Evans
William John "Bill" Evans, född 16 augusti 1929 i Plainfield i New Jersey, död 15 september 1980 i New York i New York, var en amerikansk jazzpianist.
Bill Evans har bland annat spelat med Miles Davis, under femtiotalet när John Coltrane också ingick i gruppen. Hans solokarriär omfattar flera album, varav The Village Vanguard Sessions är ett av de mer kända. Hans stil beskrivs som djupt rotad i jazzen, men att det även finns spår av klassisk musik från Europa, då hans ballader ofta har tydligt impressionistiska inslag.
Evans är i Sverige särskilt känd för den internationellt uppmärksammade skivan Waltz for Debby, inspelad i Stockholm 1964 med Monica Zetterlund.
Asteroiden 6007 Billevans är uppkallad efter honom.